# Araeococcus
Araeococcus es un género  de plantas fanerógamas de la familia de las bromeliáceas.  Es originario de América tropical. Comprende 11 especies descritas y de estas, solo 9 aceptadas.

## Taxonomía
El género fue descrito por Adolphe Theodore Brongniart y publicado en Annales des Sciences Naturelles; Botanique, sér. 2, 15: 370. 1841. La especie tipo es: Araeococcus micranthus Brongn.
Etimología
Araeococcus: nombre genérico que deriva de las palabras griegas: araios = (delgado, débil, pequeño) y del latín cocos = (baya).

## Especies aceptadas
A continuación se brinda un listado de las especies del género Araeococcus aceptadas hasta octubre de 2013, ordenadas alfabéticamente. Para cada una se indica el nombre binomial seguido del autor, abreviado según las convenciones y usos.
- Araeococcus chlorocarpus (Wawra) Leme & J.A.Siqueira
- Araeococcus flagellifolius Harms
- Araeococcus goeldianus L.B.Sm.
- Araeococcus micranthus Brongn.
- Araeococcus montanus Leme
- Araeococcus nigropurpureus Leme & J.A.Siqueira
- Araeococcus parviflorus (Martius & Schult.f.) Lindm.
- Araeococcus pectinatus L.B.Sm.
- Araeococcus sessiliflorus Leme & J.A.Siqueira